# 服部桂吾
服部 桂吾（はっとり けいご、1971年6月2日 - ）は、日本の俳優。神奈川県茅ケ崎市出身の俳優。血液型はO型。横浜市立横浜商業高等学校、青森大学社会学部社会学科卒業。劇団空間演技退団後はプロダクション・タンク所属。

## 経歴
- 両親ともに画家。両親の離婚後は母一人子一人の母子家庭。とてもユニークな家系で祖父・牧野晴（ハレー）は横浜の貿易商、牧野家に生まれヴァイオリニスト奏者。明治初期英国マンチェスターから横浜に渡り、貿易に従事したジョセフ・ヒギンボサムと牧野ギンが結婚。生まれた次男の暎次郎（1872生まれ）が牧野晴（ハレー）の父である。なお暎次郎の弟である三男の牧野金三郎は1899年にハワイへ移住、「ハワイ報知」の創始者として日系人の平等権獲得のため尽力し生涯を捧げその功績は遂には米国首都にまで著名になった。日本でも2014年12月テレビ大阪ニッポン無名偉人伝5「ハワイの日系人のために闘った牧野金三郎」という特番で紹介されたが、偶然にもこの金三郎の役を服部桂吾が演じることになる。制作会社も全く知らないで似ているからとオファーしていた。牧野晴（ハレー）もまた晩年までヴァイオリンを通してスズキ・メソードの創始者である鈴木鎮一と共にスズキ・メソードの教育法を広く普及する。
- 学生時代はアパートの隣のお兄ちゃんが少年野球団に入り、遊び相手がいなくなってしまうと言う理由で小学校入学前から少年野球に入団、それ以降大学卒業まで野球に励み横浜市立横浜商業高等学校・青森大学在学中は硬式野球部に所属。高校在学中では同期の河原隆一（横浜商業高校-関東学院大-横浜ベイスターズ-現同球団スカウト）、2学年下に武藤孝司（横浜商業高校-創価大-大阪近鉄バファローズ-東北楽天ゴールデンイーグルススカウト-現サンディエゴ・パドレスの日本担当スカウト）がおり、高校大学を通じて補欠であったが高校在学中同校は1年の夏の選手権大会でベスト16、3年の春の選抜高校野球大会では準決勝大阪代表の元木大介・種田仁率いる上宮高校に破れベスト4と在学中二度の甲子園出場をしている。大学在学中では2学年下に福田信一（鳴門高校-青森大-福岡ダイエーホークス-現役引退）らがおり、4年の時には全日本大学野球選手権大会でベスト8まで進む。
- 大学卒業後の進路について生涯現役でいられる仕事は何かと何も決まらずにいたが、恩師である当時の青森大学野球部監督の石橋智監督（大曲高-法政大-秋田工監督-青森大学監督-久慈東高校監督-黒沢尻工業高校-盛岡誠桜高校監督）の薦めもありいったんは日本ロジテム株式会社に入社するが、偶然仲代達矢演じる「リチャード三世」を観劇。その帰り道即役者を志す事に決める。同社を退社後、東京都主催のイベント演劇フェスティバルでアントン・チェーホフ作「熊」にて主役として初舞台を踏み、それがきっかけとなり劇作家の岡部耕大に抜擢され同氏の岡部企画プロデュース「がんばろう」紀伊國屋ホールでは主演の元宝塚歌劇団・旺なつきの息子役に抜擢。岡部企画プロデュースを中心に数多くの舞台に出演。
- 2005年劇団を退団。今までない幅広いジャンルの作品に取り組みこの年は8本の舞台に出演。2006年にはウィリアム・シェイクスピア作「ハムレット」でタイトルロールのハムレットを演じ、また、不定期に公演をおこなう演劇企画ユニットとして戦後の多くの日本人に夢と希望を与えた初代南極船宗谷の名にちなみ宗谷ROCKETS!!を立ち上げ、2007年には服部桂吾の恩師でもある俳優座の伊東達広が声の出演、ワハハ本舗・椿鮒子が客演に加わり「喀血!!銀玉高校応援団」を上演。第2回公演としては異例の東京での1ヶ月公演、名古屋・大阪公演を敢行する。
- 2008年主人公の生き方が心に響いたからとして受けた本人としては初のテレビ作品となる天理教山名大教会120周年記念作品〜初代会長 諸井國三郎〜「ぢば一条・広め一条の道」が主演としてスカイパーフェクTV!にて放送されDVDとなり、天理教内で遠く台湾から全国各地にひろまるが、本人は画面で見た自分の演技に不満。これでは駄目だと本格的に映像分野に進出するきっかけとなり、10年目を期にプロダクションタンクに所属。
- 2009年10月プロダクションタンク所属後、「相棒 Eleven」で青木卓役をはじめ、CMではレクサス・トヨタ自動車の海外向けCMで初のメインキャラクターに起用されるなど映像分野中心となる。
- また乃木坂46の7作目のシングル「バレッタ」やタッキー&翼第二弾シングル「抱夏-ダキナツ-」などミュージックビデオにも出演している。

## 出演作品

### TV・ドラマ
2017年
- テレビ東京　ドラマ特別企画 松本清張「花実のない森」 鑑識

2016年
- NHK総合　NHK土曜ドラマ「夏目漱石の妻」第一話　第五高等学校教授
- テレビ朝日 金曜ナイトドラマ　「グ・ラ・メ！〜総理の料理番〜」＃1　志度藤雄
- テレビ朝日 AKBホラーナイト アドレナリンの夜 #40「人形の家」葵の父

2015年
- WOWOW　日曜オリジナルドラマ　連続ドラマW　「スケープゴート」　第1話 最終話　内閣広報官

2014年
- テレビ東京 水曜ミステリー9「浅草下町通交番 子連れ巡査の捜査日誌2」 佐藤貴志
- テレビ朝日　土曜ワイド劇場　西村京太郎トラベルミステリー62「寝台特急カシオペア＆スーパーひたち連続殺人」第一発見者

2013年
- TBSテレビ　金曜ドラマ「クロコーチ」 #3 #4 スーツの男
- テレビ朝日 木曜9時ドラマ「DOCTORS 2〜最強の名医〜」#4　編集者

2012年
- テレビ朝日 水曜9時ドラマ「相棒 Eleven」#7 青木卓
- フジテレビ 土曜ドラマ「高校入試」3話 遼の父
- 関西テレビ 火曜10時ドラマ「37歳で医者になった僕〜研修医純情物語〜」#1 岸本息子
- TBSテレビ 月曜ゴールデン「伝説の監察医 オニグマの事件簿」 美人局のカモ

2011年
- フジテレビ  ヤングシナリオ大賞「君は空を見てるか」 藤沢卓
- フジテレビ  ドラマチックサンデー「僕とスターの99日」 #5　#8  記者
- テレビ朝日 日曜ナイトプレミア「俺の空 刑事編」 #4 宝田邦男
- フジテレビ  木曜10時連続ドラマ「蜜の味〜A Taste Of Honey〜」第4話 主治医
- 日本テレビ 木曜ミステリーシアター「名探偵コナン 工藤新一への挑戦状」 #11 レストラン客
- 日本テレビ 水曜10時連続ドラマ「美咲ナンバーワン!!」 #7 居酒屋店長
- 東海テレビ 連続ドラマ「さくら心中」8話 債権者

2010年
- 関西テレビ 火曜22時連続ドラマ「ギルティ 悪魔と契約した女」 5話 IT会社取締役
- テレビ朝日 金曜21時連続ドラマ 「警視庁失踪人捜査課」最終話 林貴久

### TV・情報バラエティ
2023年
- フジテレビ　世界の何だコレ!?ミステリー「無惨な姿で発見された遺体…4組の容疑者！謎が謎を呼ぶ怪事件」再現　刑事
- フジテレビ　 奇跡体験!アンビリバボー「日本国民全員が人質！ 恐怖の連続爆弾魔」再現　鉄道会社の重役社員に成りすました捜査官
- テレビ東京　新美の巨人たち「吉阪隆正『大学セミナーハウス』」再現　吉阪隆正
- TBSテレビ　ニッポン超緊急事態シミュレーション「もしも首都圏が大停電になったら？」再現　東電作業員

2022年
- フジテレビ　世界の何だコレ!?ミステリー「もう1つの3億円事件」再現　緒方保範

- テレビ東京　開運！なんでも鑑定団「秋の＜超ド級値＞お宝連発！３時間半スペシャル」再現　久慈次郎　他捕手

- 日本テレビ　24時間テレビ　「ミュージシャン加山雄三の決断～ラストサライ」再現　加山雄三

- BS-TBS 　にっぽん！歴史鑑定「国鉄総裁 謎の死 下山事件」再現 下山定則

- ＮＨＫ総合 　ファミリーヒストリー「いとうあさこ〜チャレンジ精神は先祖譲り!?〜」再現　伊藤新作

- BS-TBS 　にっぽん！歴史鑑定「鎌倉殿の敵か？味方か？北条時政の野望」再現 梶原景時

- フジテレビ　世界の何だコレ!?ミステリー「昭和の大阪で“金融マンが崇拝した”謎の女将！衝撃の大事件へ」再現　金融マン

- 日本テレビ　ザ！世界仰天ニュース「危険な食べ方…タピオカで命の危機＆冷凍カニ・餅食べ過ぎで入院」再現　医師

- フジテレビ　世界の何だコレ!?ミステリー新春3時間SP「明治神宮に隠された秘密」再現　宮内省・河村次官

2021年
- テレビ東京　新美の巨人たち「白洲次郎・正子の『武相荘』×近藤サト」再現　白洲次郎
- フジテレビ　坂上どうぶつ王国 「難病になった猫を救え！見ず知らずの人たちが繋いだ奇跡の救出劇…感動秘話」スープラ篇　再現　しるくの飼い主 井上さん
- フジテレビ　ザ！白黒リベンジャーズ「謎の車ゴリゴリマダムをつかまえろ！」再現　客

2020年
- BS-TBS 　にっぽん！歴史鑑定「小田原攻め 秀吉の野望 VS 北条一族の誇り」再現 北条氏政
- TBSテレビ　指原&みな実とフラれ美女「結婚できない美女・水田あゆみ」再現 社長
- TBSテレビ　中居正広の金曜日のスマイルたちへ「結成20周年を迎えたオードリーSP第2弾」再現 プロデューサー
- テレビ東京 池上彰の現代史を歩く 「第26回 日本中が驚いた大事件SP～特殊部隊＆函館ハイジャック事件 」再現 奥村稔
- フジテレビ 直撃!シンソウ坂上「芸能人の病気克服SP」再現 清水宏次朗

2019年
- ＮＨＫ総合 　ためしてガッテン「長引く痛みの対策に革命！イキイキ生活への新たな道SP」再現　夫
- TBSテレビ　名医のTHE太鼓判！「幻の美食食材・美女の足裏診断・おりも政夫再現」再現　おりも政夫
- 放送大学　　心理と教育コース「認知行動療法」　藤井守
- テレビ東京　池上彰の現代史を歩く「日本人が覚えておきたい大ニュースSP～洞爺丸事故と伊勢湾台風～」再現　教授
- 日本テレビ　ザ！世界仰天ニュース「地味～に痛い体験2時間スペシャル」再現　髪を伸ばす娘と両親の愛編・医師
- TBSテレビ　一番だけが知っている「あの大物歌手麻薬事件！逮捕の舞台裏を伝説の麻薬取締官が激白」　再現　Barのマスター
- 日本テレビ　ザ！世界仰天ニュース「危険な食＆まさかの爆発！あの有名事件の真実!!春の4時間SP」再現　羽賀研二編・取締役
- TBSテレビ　爆報！THE　フライデー「元関脇の転落人生＆あの人は今、転身スペシャル!」再現　奥田瑛二
- TBSテレビ　一番だけが知っている「1流百貨店がなぜ…21億円偽物だらけの美術事件簿の真相」　再現　取締役

2018年
- BS-TBS　 　にっぽん！歴史鑑定スペシャル「西郷隆盛の失脚～“英雄”から“逆賊”へ」再現　大久保利通
- フジテレビ　 最強FBI緊急捜査「世界最強FBIが日本の未解決事件を完全プロファイル!」再現　井出真代さんの父
- 日本テレビ　ザ！世界仰天ニュース「100kg級女子が衝撃大減量!＆世紀の大事件4時間SP」再現　仰天チェンジ・父親
- 日本テレビ　ぐるぐるナインティナイン「初めての伊勢神宮で開運ゴチ！ピタリが出たー！小栗＆菅田も大興奮SP！」再現　小栗哲家
- TBSテレビ　爆報！THE　フライデー「ワイドショーを騒がせ続けた女」 再現 梅溪通虎
- BS-TBS　 　にっぽん！歴史鑑定スペシャル「明治維新150年～時代を創った長州藩の男たち」再現　吉田松陰
- TBSテレビ　世界ふしぎ発見！「伊達政宗の野望 海を渡ったサムライの密命を追う！」再現　伊達政宗
- TBSテレビ　中居正広の金曜日のスマイルたちへ「旬な男・長嶋一茂はただのボンボンなのか？」　再現　大野道夫 立教新座高校野球部監督
- テレビ朝日　これぞ!ニッポンの神仕事～夢を叶えたリーダーたち～　再現　内山田竹志 トヨタ自動車代表取締役会長 (第5代)
- TBSテレビ　中居正広の金曜日のスマイルたちへ「死体は語る、上野正彦の事件簿(7)」　再現　検事

2017年
- 日本テレビ　くりぃむしちゅーの！THE☆レジェンド「バドミントン界のレジェンド奥原希望」　再現　奥原圭永
- テレビ東京　KIRIN～美の巨人たち～「国宝シリーズ4　津田永忠「旧閑谷学校講堂」再現　津田永忠
- ＮＨＫ総合 　ためしてガッテン「なぜか出る！ホコリ対策SP」再現　研究員
- 日本テレビ　ザ！世界仰天ニュース「憧れの先輩に告白したくて仰天チェンジ」　再現　父
- TBSテレビ　中居正広のキンスマスペシャル「梅沢富美男の波瀾万丈＆肩こり解消！筋膜リリース」再現　梅沢清

2016年
- TBSテレビ 　中居正広の金曜日のスマイルたちへ「大ブレーク！女芸人・平野ノラ」再現　平野秋義
- フジテレビ　 奇跡体験!アンビリバボー「広島カープを25年ぶりのリーグ優勝に導いた立役者　黒田博樹の知られざるエピソード」再現　先輩父兄
- TBSテレビ 　実録！ひばりと裕次郎「幻の映像ついに初公開 昭和スター伝説の真相」再現 石原プロスタッフ
- TBSテレビ　 中居正広のキンスマスペシャル「北村弁護士の事件簿」再現　弁護士
- TBSテレビ 　爆報！THE フライデー「あの人は今…大追跡SP！」再現　プロモーター
- フジテレビ　 奇跡体験!アンビリバボー「実録！！日本警察の秘密組織…極秘捜査官ZERO」再現　指導係
- 日本テレビ　日曜特番 グサッとアカデミア「中山&林先生の女性に刺さる幸せ講義」再現 鈴木清佐
- 読売テレビ　生死を分けたその瞬間「体感!奇跡のリアルタイム」 第3弾！ 再現 レスキュー隊隊長
- TBSテレビ　爆報！THE　フライデー「爆報！THE　フライデースペシャル」 再現 興行師
- テレビ朝日 池上彰のニュースそうだったのか!!2時間スペシャル「間違いやすい日本語」再現　父
- 日本テレビ 土曜特番　グサッとアカデミア〜人生に合格するオンナの現実学〜鈴木登紀子編　再現　鈴木清佐

2015年
- 日本テレビ　ザ！世界仰天ニュース「未解決事件スペシャル　柴又三丁目女子大生放火殺人事件」再現　解剖医
- NHK総合 　ためしてガッテン「激痛がっ！結石の恐怖　一生苦しまない新鉄則」再現　父
- フジテレビ　 奇跡体験！アンビリバボー「ある捜査官の執念で闇に葬り去られずに済んだ2つの事件〜女性の失踪！衝撃事件の幕開け〜」再現　管理官
- NHK総合 　ファミリーヒストリー「萩本欽一 〜父のカメラと、母が出さなかった手紙〜」　再現　萩本団治
- フジテレビ　 奇跡体験！アンビリバボー「日本を震撼させた衝撃の事件3時間半スペシャル！」再現　百貨店店員

2014年
- NHK総合 　プロ野球80年特集「プロ野球を変革した男　V9巨人・川上哲治監督」再現　長嶋茂雄
- NHKBS1　　背番号クロニクル「プロ野球80年秘話」再現　藤井将雄
- テレビ大阪　ニッポン無名偉人伝5「ハワイの日系人のために闘った牧野金三郎」再現　牧野金三郎
- NHKBS1　　BS1スペシャル　時代をプロデュースした者たち「第1回　大リーグを超えろ　川上哲治とV9巨人」再現　長嶋茂雄
- NHK総合 　総合診療医ドクターG「めまいが長く続いて」再現　桶川淳一
- TBSテレビ　 バース・デイSP　「ボクシング・高山勝成」再現　中出博啓
- NHK総合 　ためしてガッテン「その物忘れ・集中力低下、隠れ難聴かも⁉︎」再現　患者
- 放送大学　　認知行動療法　「認知行動療法の介入手続き」　藤井守
- NHK総合 　ためしてガッテン「快感！話題の泡レシピその物忘れ・集中力低下、隠れ難聴かも⁉︎」オープニングVTR　縄文人
- TBSテレビ　中居正広の金曜日のスマたちへ「ふくらはぎ健康法」再現　サイレントキラー
- TBSテレビ　日立 世界ふしぎ発見！「健康大国の源流を探して お江戸の医学ワンダーランド」再現　華岡青洲
- TBSテレビ　中居正広の金曜日のスマたちへ「驚異の視力回復企画！」再現　父
- NHK総合 　ためしてガッテン「長引く肩の痛みに喝！五十肩＆コリ一挙撃滅」オープニングVTR　遠山の金さん
- 日本テレビ　解決!ナイナイアンサー「芸能界 人気の裏に悲しき過去」再現　秋元才加の父

2013年
- フジテレビ　祝!2020東京決定SP「東京五輪夢と奇跡の物語」再現　大松博文
- フジテレビ　カスペ！「お客様は王様かよっ！？」再現　父
- テレビ朝日 たけしの健康エンターテインメント！みんなの家庭の医学「名医が警告！今急増している病気ランキングSP」再現 渡辺裕之
- テレビ東京　KIRIN〜美の巨人たち〜「建築シリーズ 布田保之助 通潤橋」再現　石工の丈八
- フジテレビ　奇跡体験！アンビリバボー「終戦記念日特集・シベリア収容所・・・奇跡の手紙」再現　平山
- フジテレビ　人生の正解TV〜これがテッパン!〜「病気の予防SP」再現　宮迫博之
- TBSテレビ　爆報! THE フライデー「父の日！初激白SP・牧村三枝子編」再現　渡哲也
- NHK総合 　ためしてガッテン「こんなのアリ！？食中毒　信じられない新常識」再現　父
- テレビ東京　AKB子兎道場「肝試しでアイドル力を磨きたい子兎」　落武者
- 日本テレビ　心ゆさぶれ!先輩ROCK YOU「心ゆさぶるトゥルーストーリー・どん底社長復活秘話/柚木治」再現　GU役員
- NHK総合 　ミステリーハウス〜名探偵はあなた〜「仮面の夜」　冬木幸作
- テレビ東京　芸能特ダネゲッター！ワダマヨ社「西城秀樹の運命を変えたある異変…。壮絶な闘病生活を語る」再現　西城秀樹
- TBSテレビ　爆報!THE フライデー「あの消えた歌手は今…徹底追跡SP・畑中葉子編」再現　所属事務所マネジャー
- 日本テレビ　ザ!世界仰天ニュース「年またぎ年末年始2連発！美と闘う！大変身ビューティー祭り・仰天チェンジコンテスト」再現　父

2012年
- テレビ大阪 和風総本家「日本のロングセラーを支える職人たち」  父
- 日本テレビ 心ゆさぶれ!先輩ROCK YOU「心ゆさぶるトゥルーストーリー・駅弁を変えた料理人のプライド/横山勉」再現 横山勉

2011年
- テレビ東京 ワールドビジネスサテライト WBSスペシャル「ザ・サバイバル〜年金崩壊時代の生き方〜」再現 山田満男
- 日本テレビ 志村どうぶつ園特別編「涙と奇跡のどうぶつ物語5」再現 寺尾悠月くんの父
- テレビ東京 仰天クイズ! 珍ルールSHOW「知らなきゃ損する!年末トラブル一挙解決SP」再現 財前正一
- 日本テレビ 人生が変わる1分間の深イイ話「おすすめDVDスペシャル!!」再現 安藝清
- 日本テレビ 中居正広のザ・大年表 第4弾 「超3時間スペシャル教育特集」再現 美術教師
- 日本テレビ サタデーバリューフィーバー 「黒揚羽の夏」 刑事課長
- フジテレビ ザ・ベストハウス123「恐怖のクレーマーSP」再現 レストランオーナー
- 日本テレビ ザ!世界仰天ニュース「エコ&偽装SP」再現 ミートホープ社員
- 日本テレビ 行列のできる法律相談所 「ゲストの夢叶えます!あの人に会いたいSP」再現 保健所職員
- 日本テレビ 行列のできる法律相談所 「絶対に浮気をしない奇跡の男 伊集院光 世の男性は見習いましょうSP」再現 弁護士
- 日本テレビ 「心ゆさぶれ!先輩ROCK YOU」新春スペシャル・再現 JAXA研究員

2010年
- フジテレビ とんねるずのみなさんのおかげでした「とんねるずにもう一度逢いたい人」再現 石橋貴明
- 日本テレビ 人生が変わる1分間の深イイ話「親子で見てほしい教育SP」再現 村治昇
- 日本テレビ 行列のできる法律相談所 「行列おすすめ物件SP」再現 失業した夫
- フジテレビ エチカの鏡 ココロにキクTV  英才教育スペシャル第9弾!・再現 石川勝美
- テレビ朝日 目撃者2時間スペシャル「妻を人質…SAT殉職 銃撃犯を説得したDJ」・再現 刑事
- 関西テレビ 企業の魔球〜届けウイニングショット〜 オープニングVTR
- フジテレビ 奇跡体験!アンビリバボー「奇跡を呼ぶ豆腐〜ひかるKunのちょうどのおとうふ誕生秘話〜」・再現 笠島進一
- テレビ東京  ルビコンの決断「サントリーの逆襲 なぜ“ハイボール”は復活したのか!?」・再現 酒屋店主

2009年
- フジテレビ 緊急特番! 芸能界の告白 特別編 「萩原健一」・再現 萩原健一
- フジテレビ 奇跡体験!アンビリバボー「正義辛い抜いた壮絶人生SP」・再現 刑事

### 映画
2015年
- 東映 「劇場版 仮面ライダードライブ サプライズ・フューチャー」柴﨑貴行監督　警視庁刑事

2011年
- ヴェネチア国際映画祭・釜山国際映画祭・トロント国際映画祭出品作品「CUT」 アミール・ナデリ監督 組員
- 東宝 「カイジ2〜人生奪回ゲーム〜」佐藤東弥監督 帝愛幹部

2008年
- 天理教道友社・天理教山名大教会120周年記念作品「初代会長 諸井國三郎」鈴木顕太郎監督 諸井國三郎

2001年
- 「銭牝」柴田敏行監督 村山

### CM
2023年
- MEGA BIG(メガビッグ)
- 三菱電機ビルソリューションズ（株）
- （株）JTB　「タビタミン足りてますか？国内・海外旅行篇」
- 住友不動産販売（株） 実感の声編
- スズキ（株）
- （株）AOKI

2022年
- アクサ生命　健康経営アクサ式　「アクサ式やりがい効果　離職率」篇　アクサ生命保険（株）

- GEORGIA　日本コカ・コーラ（株）

- Pococha　（株）DeNA

- Honda Cars 本田技研工業（株）

2021年
- ANA「その想いと、飛び立つ。」篇　全日本空輸（株）
- ビジネスチャット　チャットワーク　Chatwork（株）
- アメリカン・エキスプレス・カード　ビジネスにはビジネス・カード　アメリカン・エキスプレス・ジャパン（株）graphic
- バンテリンコーワサポーター腰用　しっかり加圧タイプ「はじめて」篇　興和（株）

2020年
- バンテリンコーワサポーター腰用　しっかり加圧タイプ「はじめて」篇　興和（株）

2019年
- バーガーキング テリヤキシリーズ 緊急記者会見　（株）ビーケージャパンホールディングス
- ITツールのWEBストア　BiZ TERRACE　ビズテラス　グループウェア篇　ソフトバンク（株）
- BS12トゥエルビ　ワールド・ハイビジョン・チャンネル（株）
- バンテリンコーワサポーター腰用　しっかり加圧タイプ「はじめて」篇　興和（株）

2018年
- BS12トゥエルビ　ワールド・ハイビジョン・チャンネル（株）
- バンテリンコーワサポーター腰用　しっかり加圧タイプ「はじめて」篇　興和（株）

2017年
- バンテリンコーワサポーター腰用　しっかり加圧タイプ「はじめて」篇　興和（株）

2016年
- バンテリンコーワサポーター腰用　しっかり加圧タイプ「はじめて」篇　興和（株）

2015年
- デ・オウ　ロート製薬株式会社
- TOYOTA NEXT ONE 「THE WORLD IS ONE」　トヨタ自動車（株）
- バンテリンコーワサポーター腰用　しっかり加圧タイプ「はじめて」篇　興和（株）

2014年
- バンテリンコーワサポーター腰用　しっかり加圧タイプ「はじめて」篇　興和（株）

2013年
- バンテリンコーワサポーター腰用　しっかり加圧タイプ「はじめて」篇　興和（株）
- PIXUS　キヤノン（株）
- LEXUS　トヨタ自動車（株）ニュージーランド
- 午後の紅茶　キリンビバレッジ（株）
- 絶望要塞　（株）富士急ハイランド

2012年
- LEXUS トヨタ自動車（株）ニュージーランド
- STONES BAR サントリー酒類（株）
- Google Google Inc.

2011年
- ウイダーinゼリー 森永製菓（株）

2010年
- NTT東日本 日本電信電話（株）
- リカルデント キャドバリージャパン（株）

2003年
- 日本文芸社・週刊漫画ゴラク2003春季広告 スポーツニッポン　graphic

2002年
- 日本文芸社・週刊漫画ゴラク2002冬季広告 日刊スポーツ 宮本武蔵　graphic

### ミュージックビデオ
2014年
- タッキー&翼　2014年第二弾シングル　「抱夏-ダキナツ-」　昭和の家族の父

2013年
- 乃木坂46 7thシングル 「バレッタ」 闇クラブの支配人

### その他出演作品
2022年
- Hulu THE重大事件 「トリカブト１時間35分のトリック」第二話　捜査本部・警部

2020年
- 日本大学芸術学部放送学科ドラマ制作「私は初夢に」脚本・演出：森岡巴渚　面接官

2019年
- YouTubeチャンネル　WDRS/ taisho　オイラールーム第16回目（ゲスト 服部桂吾/佐藤春樹・TOUGH BAND）

2018年
- 日本大学芸術学部放送学科ドラマ制作「JKオヤジ」脚本・演出：鈴木裕太　滝口仁

2017年
- 総務省消防庁　「住宅用火災警報器の広報用映像」　父

2016年
- 日本郵便株式会社　「年賀ＤＭで商売繁盛！の秘密～販促のお悩みを解決して新年は来客数アップ！売上アップ！～」　夫婦
- Amazonプライム・ビデオ　AKB48総選挙スキャンダル アキバ文書　第３話「スキャンダルの渦」　教官
- Amazonプライム・ビデオ　AKB48総選挙スキャンダル アキバ文書　第２話「消えた２位」　教官

2011年
- 大丸松坂屋百貨店　名探偵さくらパンダ劇場「二十歳のバースデー」　車田紀夫

2010年
- 東武会映像制作部「特捜密殺員」坂東聖監督　岡島
- 日本大学芸術学部映画学科実習作品「左古田家の人々」白鳥勇輝監督　左古田浩司

2009年
- 国税庁　Web-TAX-TV 「納税者の権利救済～税務署の処分に不服があるときは」　税務署職員

1997年
- 松竹 鎌倉映画塾実習作品「約束」坂田英夫監督　主演

### 舞台
2007年
- 宗谷ROCKETS!! Vol.2「喀血!!銀玉高校応援団」東京・名古屋・大阪 応援団長・南誠人

2006年
- 宗谷ROCKETS!! Vol.1「ハムレット」タイニイアリス ハムレット

2005年
- AirStudioプロデュース「喀血!!銀玉高校応援団〜東京受験戦争篇〜」AirStudio 応援団長・南誠人
- 岡部企画プロデュース「初代司法卿江藤新平」 佐賀県内各市民文化会館 江藤忠邦
- 岡部企画・紀伊國屋書店提携公演「帰去来」紀伊國屋サザンシアター
- AirStudioプロデュース「六畳一間で愛してる」AirStudio 真一
- AirStudioプロデュース「喀血!!銀玉高校応援団」AirStudio 応援団長・南誠人
- LONDON BLUE プロデュース「東京電波ボーイズ」かめありリリオホール
- AirStudioプロデュース「奴ら〜海よ、オレの母よ〜」AirStudio
- 劇団40CARATシェイクスピアシリーズ〜リア王〜「月光」新宿シアターモリエール 陣社長（リア）

2002年
- アカデミック・シェイクスピア・カンパニー「十二夜」銀座みゆき館劇場 フェステ

2001年
- 岡部企画プロデュース「がんばろう〜柏木家の人々〜」福岡県大牟田市民文化会館 黒田純

2000年
- 岡部企画プロデュース「色悪〜悪の限りを尽くし三郎〜」六行会ホール 津田淳
- 岡部企画×日蘭交流400年記念事業「古渡り峠」 神奈川・長崎・佐賀・俳優座劇場 喜々津村の土佐衛門

1999年
- 岡部企画×紀伊國屋書店提携公演「音楽劇がんばろう」紀伊國屋ホール 桜井和彦
- 岡部企画プロデュース「お侠」神奈川県・静岡県演鑑連静岡県下巡演 本屋敷の忠国

1998年
- 東京都臨海劇場フェステェバル「熊」東京都青少年センター スミルノフ